# Megabracon peculiaris
Megabracon peculiaris är en stekelart som först beskrevs av Henry Lorenz Viereck 1912.  Megabracon peculiaris ingår i släktet Megabracon och familjen bracksteklar. Inga underarter finns listade i Catalogue of Life.